# Night (迷你專輯)
2014年華語女歌手鄭雙雙首張黑膠EP錄音室個人創作作品《Night（页面存档备份，存于）》，與集資平台HereO合作，當時眾集資平台HereO是針對「音樂、文創、設計」的分眾市場所建立，提供音樂創作者更多資源。EP 由知名製作人楊鈞堯製作，母帶送往英國ABBEY ROAD STUDIOS錄音室後期處理，曲風遊走於爵士，R&B及Blues Rock 之間。
| NIGHT          | NIGHT                 |
| -------------- | --------------------- |
|                |                       |
| 鄭雙雙／黑膠EP |                       |
| 發行日期       | 2014年5月30日         |
| 類別           | 華語流行音樂          |
| 發行           | Warner/Chappell Music |
| 製作人         | 楊鈞堯                |

## 製作人
製作人楊鈞堯曾替許多台灣歌手製作音樂專輯，當中包括張韶涵、張學友、蕭敬騰、黃小琥等。而楊鈞堯製作唱片以“量身打造由人格特性”為特色，在華語音樂圈有著相當多的文化貢獻。

## 發行
本張 EP 由華納音樂版權 Warner/Chappell Music 發行。

### EP曲目[4]
| 年份   | 名稱      | 發行廠牌          | 曲目                         |
| 2014年 | 《Night》 | Warner / Chappell | 1. Let's be together tonight |
| 2014年 | 《Night》 | Warner / Chappell | 2. 你好嗎                    |
| 2014年 | 《Night》 | Warner / Chappell | 3. 罌粟花                    |
| 2014年 | 《Night》 | Warner / Chappell | 4. Marquee                   |